# むつ市立大湊小学校
むつ市立大湊小学校（むつしりつ おおみなとしょうがっこう）は、青森県むつ市大湊上町にある公立小学校。むつ市立大湊中学校と施設分離型（4・3・2制）小中一貫教育を行っている。

## 沿革
- 1874年（明治7年）2月1日 - 大湊村常楽寺を仮校舎とし、大湊小学が設立。[2]
- 1881年（明治14年）10月 - 校舎新築。
- 1886年（明治19年）9月 - 大湊簡易小学校と改称。
- 1892年（明治25年）3月 - 高等科を併置し、大湊尋常高等小学校と改称。
- 1898年（明治28年）1月 - 大湊上町43番32号（現在地）に校舎新築。
- 1909年（明治42年）2月 - 校章制定。校旗樹立。
- 1916年（大正5年）3月 - 校歌制定。
- 1925年（大正14年）10月 - 校舎新築落成。
- 1941年（昭和16年）4月1日 - 国民学校令により、大湊国民学校と改称。
- 1947年（昭和22年）4月1日 - 学校教育法（旧法）施行により、大湊町立大湊小学校と改称。同日、高等科生を大湊中学校に移籍。
- 1958年（昭和33年）1月1日 - 校舎全焼[3]。
- 1959年（昭和34年）
  - 7月 - 円形鉄筋3階建新校舎落成。
  - 9月1日 - 大湊町と田名部町が合併した大湊田名部市発足により、大湊田名部市立大湊小学校と改称。
- 1960年（昭和35年）8月1日 - 市名変更により、むつ市立大湊小学校と改称。
- 1997年（平成9年） - 新校舎完成[4]。
- 1998年（平成10年） - 円形鉄筋3階建校舎を取り壊し[3]。
- 1999年（平成11年） - 新体育館完成[4]。
- 2008年（平成20年）4月1日 - むつ市立角違小学校を統合。
- 2012年（平成24年）4月1日 - むつ市立城ヶ沢小学校を統合。

## 通学区域
旧大湊町域（大平地区は除く）に相当。
- 大湊浜町、大湊上町、川守町、宇田町、桜木町、大湊町、宇曽利川、堺田、新城ケ沢、城ケ沢、泉沢、永下、近沢、角違

## 周辺
- 国道338号
- おおたにファミリーマート
- 川守児童公園
- 老人憩いの家福寿荘
- 大湊湾

## 出身者
- 宮下宗一郎（青森県知事、元むつ市長）

## アクセス
- JRバス東北下北本線「大湊小学校前」バス停下車。
- JR東日本大湊線大湊駅から、徒歩約1.7km・約27分。

## 参考資料
- 『青森県教育史 別巻』（青森県教育委員会・1973年12月20日発行）「学校沿革 小学校」749頁「大湊小学校」